# Litri (Miguel Báez Espuny)
Pour les articles homonymes, voir Baez et Litri.
Miguel Báez Espuny dit Litri, né le 5 octobre 1930 à Gandia (Espagne, province de Valence) et mort le 18 mai 2022 à Madrid, est un matador espagnol.

## Biographie
Miguel Báez Espuny est le fils de l’ancien matador  Miguel Báez Quintero « Litri », le petit-fils de l’ancien matador (Miguel Báez « El Mequi ») et le demi-frère de Manuel Báez Gómez « Litri », matador tué dans l’arène en 1926.
Durant les années 1948 à 1950, « Litri » forme avec Julio Aparicio une pareja (« paire ») qui triomphe dans toutes les arènes d’Espagne. En 1949, « Litri » participe à 114 novilladas, record jamais battu depuis. Il prend l’alternative en 1950, au cours de la même corrida que celle de Julio Aparicio, l’ordre des alternatives ayant été déterminé entre eux par tirage au sort.
Il se retire une première fois à la fin de l’année 1952 pour redescendre dans l’arène en 1955 et se retirer de nouveau à la fin de l’année 1957. À partir de 1959, il torée à nouveau, de manière irrégulière, avant de se retirer définitivement en 1967.
Le toreo de « Litri » était basé sur un courage imperturbable, les cites (« appels du taureau ») à très longue distance et les nombreux desplantes (« gestes de défi au taureau »), tels que toréer en regardant les gradins, ou se mettre à genoux devant le taureau après avoir jeté muleta et épée. Il est souvent considéré comme le premier matador « tremendiste ».
Son fils Miguel sera lui aussi matador, sous le même apodo.

### Carrière
- Débuts en public : Valverde del Camino (Espagne, province de Huelva) le 17 août 1947 aux côtés de José Utrera « Costillares » et Juan Posada. Novillos de la ganadería de Gerardo Ortega.
- Débuts en novillada avec picadors : Bilbao (Espagne,  province de Biscaye), le 25 avril 1948, aux côtés de Isidro Marín et Pablo Lalanda. Novillos de la ganadería de la viuda de Molero.
- Présentation à Madrid : 18 mai 1950 aux côtés de Pablo Lalanda et Antonio Galisteo. Novillos de la ganadería de Manolo González.
- Alternative : Valence (Espagne) le 12 octobre 1950. Parrain, « Cagancho » ; témoin, Julio Aparicio qui avait pris l’alternative au taureau précédent. Taureaux de la ganadería de Antonio Urquijo.
- Confirmation d’alternative à Madrid : 17 mai 1951. Parrain, Pepe Luis Vázquez ; témoin, Antonio Bienvenida.Taureaux de la ganadería de Fermín Bohórquez Escribano.